# Gelson Fogazzi Rocha
Gelson Fogazzi Rocha (Porto Alegre, 21 de maio de 1952) é um ex-futebolista e treinador brasileiro. Atuava como goleiro e foi ídolo do Vitória.

## Carreira

### Como jogador
Revelado pelo Internacional, chegou a ser convocado para a Seleção Brasileira Olímpica, em 1971. Nunca tendo sido aproveitado pelo clube gaúcho, foi repassado ao Remo, onde jogou de 1974 a 1975 e foi bicampeão paraense, até ir para a Bahia, para jogar no Fluminense de Feira. No Flu, se destacou e foi contratado pelo Vitória no ano seguinte.
No rubro-negro baiano, permaneceu no gol até 1981, se tornando um dos goleiros que mais defendeu o clube na sua história.
Em 1982, foi vendido ao Joinville, ficando até o ano seguinte, sendo bicampeão catarinense, e encerrando a carreira como goleiro na Catuense, em 1984. Em 1982 foi citado no escândalo da Máfia da Loteria Esportiva.

### Como treinador
Em 1988, Gelson teve sua primeira experiência como treinador, comandando a mesma Catuense na qual parou de jogar. Ficou até 1991 no clube, quando foi convidado para assumir Leônico. Treinou ainda o Ipiranga/RS, o Fluminense de Feira duas vezes, mais uma vez a Catuense, Galícia, e o Itabuna diversas vezes nos anos 2000.
Desde 2009, é o diretor de futebol do Itabuna, tendo atuado mais algumas vezes como treinador.

## Títulos
Remo
- Campeonato Paraense: 1974 e 1975

Vitória
- Campeonato Baiano: 1980

Joinville
- Campeonato Catarinense: 1982 e 1983